# Buvilly
Buvilly település Franciaországban, Jura megyében. Lakosainak száma 388 fő (2022. január 1.). Buvilly Arbois, Grozon, Pupillin és Poligny községekkel határos.

## Népesség
A település népességének változása:
| Lakosok száma | 293  | 319  | 359  | 354  | 374  | 388  | 385  | 388  | 391  | 388  |
|               | 1968 | 1982 | 1990 | 2006 | 2013 | 2015 | 2017 | 2019 | 2020 | 2022 |